# Историја Узбекистана
Историја Узбекистана започиње са првим људима забележенима у Централној Азији, Скитима, који су дошли са северних пашњака данашњег Узбекистана, негде у 1. миленијуму пре нове ере. Када су се ови номади населили у региону изградили су екстензиван систем за наводњавање дуж река. У то време, градови као што су Бухара и Самарканд су се појавили као центри владе и високе културе. До петог века пре нове ере, Бактријске, Согдијске и Тохарске државе су доминирале регионом. Како је Кина почела да развија своју трговину свилом са Западом, персијски градови су искористили ову трговину тако што су постали центри трговине. Користећи широку мрежу градова и руралних насеља, согдијски посредници постали су најбогатији од ових иранских трговаца. Као резултат ове трговине на ономе што је постало познато као Пут свиле, Бухара, Самарканд и Хива су на крају постали изузетно богати градови, а понекад је Трансоксијана (Маваранахр) била једна од најутицајнијих и најмоћнијих персијских провинција антике. Забачени део Персијског царства, област је накратко освојио Александар Велики, а у то време је била позната као Согдија. Она, или њени делови, су затим прошли кроз Селеукидско царство, Грчко-бактријско краљевство, Кушанско царство, Хефталитско царство и Сасанидско царство. Како су турски народи стигли у то подручје, у великој мери заменивши иранске народе, согдијске градове-државе чиниле су део Првог турског каганата и западнотурског каганата.
Много пре исламске инвазије, регионом су неколико векова владали хиндуистички краљеви. Међу свим династијама, династија Кушан је била најупечатљивија и најутицајнија. Овај период је добро познат по експанзији науке, уметности и културе из хиндуизма и будизма, док су обе религије цветале у хармонији. Регион је био на врхунцу славе током тог периода.
Рана муслиманска освајања и касније Саманидско царство претворили су већину људи, укључујући локалне владајуће класе, у присталице ислама. У овом периоду су се појавиле водеће личности исламског златног доба, укључујући Бухарија, Тирмизија, ал Хорезмија, Бирунија, Авицену и Омара Хајама. Локална династија Хваразмија и централна Азија у целини су десетковани инвазијом Монгола у 13. веку, након чега су регионом доминирали туркијски народи. Град Шахрисабз био је родно место турко-монголског освајача Тимура (Тамерлан), који је у 14. веку успоставио Тимуридско царство и проглашен за врховног емира Турана са престоницом у Самарканду, који је под влашћу постао центар науке. Улуг-бега, што је родило тимуридску ренесансу. Територије династије Тимурид освојили су узбекистански шибаниди у 16. веку, преместивши центар моћи у Бухару. Регион је тада био подељен на три државе: канат Хива, канат Коканд и емират Бухара. Освајања могулског цара Бабура према истоку довела су до оснивања Могулског царства.
Цела централна Азија је постепено укључена у састав Руског царства током 19. века, а Ташкент је постао политички центар руског Туркестана. Године 1924. националним разграничењем створена је Узбечка Совјетска Социјалистичка Република као суверена република у оквиру Совјетског Савеза. Након распада Совјетског Савеза, прогласила је независност као Република Узбекистан 31. августа 1991. године.

## Праисторија
Године 1938. А. Окладников је открио 70.000 година стару лобању неандерталског детета од 8 до 11 година у Тешик-Ташу у Узбекистану. Након што су ову Средњу Азију заузели Скити, ирански номади који су стигли са северних травњака данашњег Казахстана негде у 1. миленијуму пре нове ере. Ови номади, који су говорили иранским дијалектима, населили су се у Централној Азији и почели да граде широки систем за наводњавање дуж река у региону. Градови као што су Бухара и Самарканд почели су да се појављују као центри власти и културе. У првом миленијуму пре нове ере, ирански номади су успоставили системе за наводњавање дуж река централне Азије и изградили градове у Бухари и Самарканду. Ова места су постала изузетно богате транзитне тачке на ономе што је постало познато као Пут свиле између Кине и Европе.

## Рана историја
У 7. веку нове ере, согдијски Иранци, који су највидљивије профитирали од ове трговине, видели су своју провинцију Трансоксијану (Маваранахр) преплављену Арапима, који су ширили ислам по целом региону. Под арапским Абасидским калифатом и (почев од средине 9. века), персијским Саманидским царством, осми до десети век је био златно доба учења и културе у Трансоксијани.
До 5.  века пре нове ере, бактријске, согдијске и тохарске државе су доминирале регионом. Како је Кина почела да развија своју трговину свилом са Западом, ирански градови су искористили ову трговину постајући центри трговине. Користећи широку мрежу градова и насеља у провинцији Трансоксијана (Маваранахр је име дато региону након арапског освајања) у Узбекистану и даље на исток у данашњем кинеском аутономном региону Синђанг, согдијски посредници постали су најбогатији од ових иранских трговаца. Због ове трговине на ономе што је постало познато као Пут свиле, Бухара и Самарканд су на крају постали изузетно богати градови, а повремено је Трансоксијана била једна од најутицајнијих и најмоћнијих персијских провинција антике.
Александар Велики је освојио регион 328. пре нове ере, стављајући га накратко под контролу свог Македонског царства. Богатство Трансоксијане било је стални магнет за инвазије из северних степа и из Кине. Бројни унутаррегионални ратови вођени су између согдијских држава и других држава у Трансоксијани, а Персијанци и Кинези су били у сталном сукобу око региона. Кинези су посебно тражили Небеске коње из региона, идући тако далеко да су водили опсадни рат против Дајуана, урбанизоване цивилизације у Ферганској долини 104. пре нове ере да би набавили коње.
Међутим, у истим вековима, регион је такође био важан центар интелектуалног живота и религије. Све до првих векова после Нове ере, доминантна религија у региону био је зороастризам, али су будизам, манихејизам и хришћанство такође привукли велики број следбеника.

## Будизам
Трагови будизма пронађени су у свих пет бивших совјетских централноазијских република. Мајкл Бери Лејн, представник УНЕСКО−а у Узбекистану, објаснио је зашто је толико будистичких локалитета концентрисано око Термеза, некадашње северне престонице древне Бактрије, историјског региона који је укључивао јужни Узбекистан, Таџикистан и северни Авганистан: „Главна инспирација за будисте Култура која је преношена у Кину и Јапан била је грчко-будистичка култура – или хеленистичка култура – која је цветала у Гандахари, у данашњем северном Пакистану и Авганистану, отприлике од 1. века пре нове ере до 4. века нове ере такође је оставио много утицаја и много остатака дуж реке Амударје у централној Азији, а центар овог региона био је Термез”. Основан пре 2.500 година у подножју Непала, будизам се проширио на Гандахару. Одатле је религија путовала трговачким путевима да би стигла до Партије у модерном Туркменистану и североисточном Ирану и Бактрији. Углавном из Бактрије, будизам је стигао у Согдију у централном Узбекистану и северозападном Таџикистану. Касније, у 7. веку, будизам је наставио свој пут ка јужном Казахстану и северном Киргистану.

## Туркијски каганат
Током 563–567, територија савременог Узбекистана је постала део Туркијског каганата. 630. и 658. године, источни и западни туркијски каганат је освојила кинеска династија Танг.
У доба западно-туркијског каганата (603-658) политички утицај Туркијаца у Согду се повећао. Процес насељавања Туркијаца у оазама средње Азије довео је до развоја древног туркијског писма и монетарних односа. Неки туркијски владари Бухаре, Чача и Фергане издавали су своје новчиће. Део букхарских Туркијаца је прихватио хришћанство. Туркијци из других крајева су прихватили будизам и зороастризам. Прве кораке за званично увођење будизма у верску праксу Туркијаца направио је Мукан Каган (553-572). Међутим, само је Таспар Каган (572-580) дао будистичкој мисији обим који би следбеницима ове религије могао да обезбеди културни и политички приоритет у седишту Кагана. Већина туркијског становништва је задржала своју веру. Извори помињу следећа туркијска божанства: Тенгри (Небо), Умај (Богиња Мајка), Јер-суб (Земља-Вода) и Ерклиг (Господар пакла), међу којима је Тенгри, владар Горњег света, имао доминантну позицију.

## Рани исламски период
Освајање Централне Азије од стране муслиманских Арапа, које је завршено у 8. веку нове ере, донело је у регион нову религију која је и даље доминантна. Арапи су први пут извршили инвазију на Трансоксијану средином 7. века кроз спорадичне нападе током освајања Персије. Доступни извори о арапском освајању сугеришу да Согидијци и други ирански народи централне Азије нису били у стању да бране своју земљу од Арапа због унутрашњих подела и недостатка снажног домородачког вођства. Арапе је, с друге стране, предводио бриљантни генерал Кутајба ибн Муслим, а такође су били веома мотивисани жељом да шире своју нову веру (чији је званични почетак био 622. године нове ере). Због ових фактора, становништво Трансоксијане је лако покорено. Нова религија коју су донели Арапи постепено се ширила у регион. Домаћи верски идентитети, који су у неким аспектима већ били измештени персијским утицајима пре доласка Арапа, додатно су измештени у наредним вековима. Ипак, судбина Централне Азије као исламске регије била је чврсто утврђена победом Арапа над кинеским војскама 750. године у бици на реци Талас.
Упркос краткој арапској владавини, Централна Азија је успешно задржала велики део својих иранских карактеристика, остајући важан центар културе и трговине вековима након усвајања нове религије. Трансоксијана је и даље била важан политички играч у регионалним пословима, као што је била под разним персијским династијама. Уствари, Абасидски калифат, који је владао арапским светом пет векова почевши од 750. године, основан је великим делом захваљујући помоћи присталица из Централне Азије у њиховој борби против тада владајућег Омејадског калифата.
Током врхунца Абасидског калифата у 8. и 9. веку, Централна Азија и Трансоксијана доживеле су заиста златно доба. Бухара је постала један од водећих центара учења, културе и уметности у муслиманском свету, а својом величанственошћу парира савременим културним центрима као што су Багдад, Каиро и Кордоба. Неки од највећих историчара, научника и географа у историји исламске културе били су староседеоци овог региона, укључујући Бухарија, Тирмизија, ал Хорезмија, Бирунија, Авицену и Омара Хајама.
Како је Абасидски калифат почео да слаби и локалне исламске иранске државе су се појавиле као владари Ирана и Централне Азије, персијски језик је наставио своју превасходну улогу у региону као језик књижевности и владе. Владари источног дела Ирана и Трансоксијане били су Персијанци. Под Саманидима и Бујидима, богата персо-исламска култура Трансоксијане наставила је да цвета.

## Газнавиди, Караханиди и Ануштегиниди
У шестом веку, континуирани прилив туркијских номада из северних степа довео је нову групу људи у Централну Азију. Ти људи су били Турци који су живели на великим пашњацима који су се протезали од Монголије до Каспијског мора.
Касније, представљени углавном као робови династији Саманида, ови Туркијци су служили у војскама свих држава у региону, укључујући војску Абасида. У касном 10. веку, када су Саманиди почели да губе контролу над Трансоксијаном (Маваранахром) и североисточним Ираном, неки од ових војника дошли су на положаје моћи у влади региона, и на крају основали своје државе, иако веома персианизоване. Са појавом турске владајуће групе у региону, друга турска племена су почела да мигрирају у Трансоксијану.
Прва од турских држава у региону била је персијанско Газнавидско царство, основано последњих година 10. века. Држава Газнавида, која је заузела Саманидске домене јужно од Аму Дарје, успела је да освоји велика подручја источног Ирана, централне Азије, Авганистана и Пакистана за време владавине султана Махмуда. Газнавиде су блиско пратили туркијски Караханиди, који су заузели саманидску престоницу Бухару 999. године нове ере и владали Трансоксијаном наредна два века. Самарканд је постао главни град државе Западних Караханида.
Доминација Газне је, међутим, смањена када су се Селџуци одвели у западни део региона, освојивши Газнавидску територију Хорезма (такође познату као Хоразм и Хварезм). Селџуци су такође победили Караханиде, али нису директно припојили њихове територије. Уместо тога, од Караханида су направили вазалну државу. Селџуци су доминирали широким подручјем од Мале Азије, Ирана, Ирака и делова Кавказа, до западних делова Трансоксијане, у Авганистану, у 11. веку. Селџучко царство се тада поделило на државе којима су владали разни локални туркијски и ирански владари. Култура и интелектуални живот у региону, међутим, наставили су без утицаја оваквих политичких промена. Туркијска племена са севера су наставила да мигрирају у регион током овог периода. Међутим, моћ Селџука је ослабила када су селџучки султан Ахмед Санџар поражен од Кара-Китана у бици код Катвана 1141. године.
У касном 12. веку, туркијски вођа Хорезма, региона јужно од Аралског мора, ујединио је Хорезм, Трансоксијану и Иран под својом влашћу. Под влашћу хорезманског шаха Кутбедина Мухамеда и његовог потомка Мухамеда II, Трансоксијана је наставила да буде просперитетна и богата, истовремено задржавајући персијско-исламски идентитет региона. Међутим, нови упад номада са севера убрзо је променио ову ситуацију. Овога пута освајач је био Џингис-кан са својим монголским војскама.
Како су Туркијци почели да улазе у регион са севера, они су основали нове државе почевши од 11. века и почели да мењају демографију региона. Након што је низ држава доминирао регионом, у 12. веку, Трансоксијана је уједињена у једну државу са Ираном и регионом Хорезм, јужно од Аралског мора. Почетком 13. века, на ту државу је извршена инвазија Монгола, предвођених Џингис-каном. Под његовим наследницима, заједнице које говоре ирански су расељене из неких делова Централне Азије. Под Тимуром (Тамерланом), Трансоксијана је започела свој последњи културни процват, са средиштем у Самарканду кроз Тимуридску ренесансу. Након Тимура, држава је почела да се цепа, и до 1510. године узбечка племена су освојила целу Централну Азију.
- Обим Саманидског царства након смрти Насра II 943.
- Газнавидско царство у свом највећем обиму 1030. године
- Територија Караханидског каната, око 1000.[17]
- Селџучко царство око 1090. године, за време владавине Малик шаха I. На западу, Анадолија је била под независном влашћу Сулејмана ибн Куталмиша као Румски султанат, и била је спорна са Византијом. На истоку, Караханидски канат је постао вазална држава 1089. године, на пола века, пре него што је пао под власт Кара Китаја.[18]
- Територија Хорезмијског царства око 1215, уочи Монголских освајања

## Монголски период
Инвазија Монгола на Централну Азију је једна од прекретница у историји региона. Монголи су имали тако трајан ефекат јер су успоставили традицију да легитимни владар било које централноазијске државе може бити само крвни потомак Џингис-кана.
Монголско освајање централне Азије, које се догодило од 1219. до 1225. године, довело је до велике промене у становништву Маваранахра. Освајање је убрзало процес потурчења у неким деловима региона, јер, иако су војску Џингис-кана предводили Монголи, чиниле су је углавном туркијска племена која су била укључена у монголске војске док су се племена сусретала у Монголима како су напредовали према југу. Како су се ове војске населиле у Маваранару, помешале су се са локалним становништвом које није побегло. Други ефекат монголског освајања била је велика штета коју су војници нанели градовима као што је Бухара и регионима као што је Хорезм. Као водећа провинција богате државе, Хорезм је био третиран посебно строго. Мреже за наводњавање у региону претрпеле су велика оштећења која нису поправљана неколико генерација. Многи људи који говоре ирански језик били су приморани да побегну на југ како би избегли прогон.
Након смрти Џингис-кана 1227. године, његово царство је подељено између његова четири сина и чланова његове породице. Упркос потенцијалу за озбиљну фрагментацију, монголски закон Монголског царства одржавао је уредно сукцесију још неколико генерација, а контрола над већим делом Маваранара остала је у рукама директних потомака Чагатаја, другог Џингисовог сина. У чагатајским земљама преовладали су уредна сукцесија, просперитет и унутрашњи мир, а Монголско царство као целина је остало снажно и уједињено. Али, Хварезм је био део Златне Хорде.

## Тимур и Тимуриди
Међутим, у раном 14. веку, како је царство почело да се распада на своје саставне делове, територија Чагатаја је такође била поремећена јер су се принчеви различитих племенских група надметали за утицај. Један племенски поглавица, Тимур (Тамерлан), изашао је из ових борби 1380-их као доминантна снага у Маваранару. Иако није био Џингисов потомак, Тимур је постао де факто владар Маваранара и наставио да осваја читаву западну Централну Азију, Иран, Малу Азију и јужни степски регион северно од Аралског мора. Такође је извршио инвазију на Русију пре него што је умро током инвазије на Кину 1405. године.
Тимур је покренуо последњи процват Маваранара окупивши у свом главном граду, Самарканду, бројне занатлије и научнике из земаља које је освојио. Подржавајући такве људе, Тимур је своје царство прожео веома богатом персијско-исламском културом. Током Тимурове владавине и владавине његових непосредних потомака, у Самарканду и другим насељеним центрима предузети су велики број верских и дворских грађевинских пројеката. Тимур је такође био покровитељ научника и уметника; његов унук Улуг-бег био је један од првих великих астронома света. За време Тимуридске династије турски је, у облику чагатајског дијалекта, постао самосталан књижевни језик у Маваранару, иако су Тимуриди по природи били персијански. Највећи чагатаидски писац, Алишер Навој, био је активан у граду Херату, сада у северозападном Авганистану, у другој половини 15. века.
Тимуридска држава се брзо распала на две половине након Тимурове смрти. Хроничне унутрашње борбе Тимурида привукле су пажњу узбечких номадских племена која су живела северно од Аралског мора. Године 1501. Узбеци су започели велику инвазију на Маваранар.

## Узбечки период
До 1510. Узбеци су завршили освајање Централне Азије, укључујући територију данашњег Узбекистана. Од држава које су основали, најмоћнија је, канат Бухара, са центром у граду Бухари. Канат је контролисао Маваранар, посебно област Ташкента, долину Фергана на истоку и северни Авганистан. Друга узбечка држава, канат Хива, основана је у оази Хорезма на ушћу Аму Дарје 1512. године. Бухарски канат је у почетку предводила енергична династија Шајбанида. Шајбаниди су се надметали против Ирана, који је предводила династија Сафавида, за богату далекоисточну територију данашњег Ирана. Борба са Ираном је имала и религиозни аспект јер су Узбеци били сунитски муслимани, а Иран шијити.
Крајем 16. века, узбечке државе Бухара и Хорезм почеле су да слабе због својих бескрајних ратова једни против других и Персијанаца и због јаке конкуренције за престо међу кановима на власти и њиховим наследницима. Почетком 17. века династију Шајбанида заменила је династија Јанид.
Још један фактор који је допринео слабости узбечких каната у овом периоду био је општи пад трговине која се кретала кроз регион. Ова промена је почела у претходном веку када су успостављени океански трговачки путеви од Европе до Индије и Кине, заобилазећи Пут свиле. Како се океански транспорт којим је доминирала Европа ширио и неки трговачки центри су уништени, градови као што су Бухара, Мерв и Самарканд у канату Бухара и Хива и Ургенч у Хорезму почели су стално да опадају.
Борба Узбека са Ираном такође је довела до културне изолације Централне Азије од остатка исламског света. Поред ових проблема, настављена је борба са номадима из северне степе. У 17. и 18. веку, казашки номади и Монголи су непрестано нападали узбечке канате, изазивајући широку штету и поремећаје. Почетком 18. века, Бухарски канат је изгубио плодну ферганску област, а у Коканду је формиран нови Узбечки канат.
У 16. веку Узбеци су успоставили два јака супарничка каната, Бухару и Хорезм. У овом периоду, градови на Путу свиле почели су да опадају како је океанска трговина цветала. Канати су били изоловани ратовима са Ираном и ослабљени нападима северних номада. Између 1729. и 1741. године Надер шах из Персије претворио је све канате у вазале. Почетком 19. века, три узбечка каната — Бухара, Хива и Коканд — имала су кратак период опоравка. Међутим, средином 19. века Русија, привучена комерцијалним потенцијалом региона, а посебно памуком, започела је потпуно војно освајање Централне Азије. До 1876. Русија је укључила сва три каната (дакле цео данашњи Узбекистан) у своје царство, дајући канатима ограничену аутономију. У другој половини 19. века, руско становништво Узбекистана је порасло и дошло је до неке индустријализације.

## Руска империја
У 19. веку, интересовање Русије за ову област је увелико порасло, изазвано номиналном забринутошћу због повећања британског утицаја у Централној Азији, гневом због положаја руских држављана које су канати Хива и Бухара држали као робове, жељом да се контролише трговина у региону и да се успостави сигуран извор памука за Русију. Када је грађански рат у Сједињеним Државама спречио испоруку памука од примарног руског добављача, јужних Сједињених Држава, памук из централне Азије је добио много већи значај за Русију.
Чим је завршено руско освајање Кавказа крајем 1850-их, руско војно министарство почело је да шаље војне снаге против централноазијских каната. Три главна насељена центра каната — Ташкент, Коканд и Самарканд — заузета су 1865, 1876. и 1868. године. Године 1868. Бухарски канат је потписао споразум са Русијом којим је Бухара постала руски протекторат. Године 1868. Кокандски канат је био ограничен на долину Фергане, а 1876. је припојен. Хивски канат постао је руски протекторат 1873. године. Тако је до 1876. цела територија која је обухватала данашњи Узбекистан или пала под директну руску власт или је постала протекторат Русије. Уговори о успостављању протектората над Бухаром и Хивом дали су Русији контролу над спољним односима ових држава и дали су руским трговцима важне уступке у спољној трговини; канати су задржали контролу над сопственим унутрашњим пословима. Ташкент и Коканд потпали су директно под контролу руског генерал-губернатора.
Током првих неколико деценија руске владавине, свакодневни живот Централне Азије није се много променио. Руси су знатно повећали производњу памука, али су се иначе мало мешали у староседеоце. Нека руска насеља су изграђена поред успостављених градова Ташкента и Самарканда, али се Руси нису мешали са староседелачким становништвом. Ера руске владавине је донела значајне друштвене и економске промене за неке Узбеке, јер се развијала нова средња класа, а неки сељаци су били погођени повећаним нагласком на узгоју памука.
У последњој деценији деветнаестог века, услови су почели да се мењају пошто су нове руске железнице довеле већи број Руса у ово подручје. Током 1890-их, неколико побуна, које су лако угушене, довело је до повећане будности Русије у региону. Руси су све више задирали у унутрашње ствари каната. Политика руских власти (одбијање одобравања вакуфских докумената) резултирала је падом прихода и нивоа животног стандарда у исламским „светим породицама“.
Једини пут за отпор Узбекистана руској владавини постао је пантурски покрет, такође познат као џадидизам, који је настао 1860-их међу интелектуалцима који су настојали да очувају староседелачку исламску централноазијску културу од руског напада. До 1900. џадидизам се развио у први велики покрет политичког отпора у региону. Све до Октобарске револуције 1917. године, модерне, секуларне идеје џадидизма наилазиле су на отпор и Руса и узбечких канова, који су имали различите разлоге да се плаше покрета.
Пре догађаја из 1917, руска владавина је донела одређени индустријски развој у секторима директно повезаним са памуком. Иако су железнице и машине за пречишћавање памука напредовале, средњеазијска текстилна индустрија се споро развијала јер је усев памука испоручен у Русију на прераду. Пошто је царска влада драматично проширила узгој памука, променила је равнотежу између памука и производње хране, стварајући неке проблеме у снабдевању храном – иако је у предреволуционарном периоду Централна Азија остала углавном самодовољна храном. Ова ситуација се променила током совјетског периода када је московска влада започела немилосрдну тежњу ка националној самодовољности у памуку. Ова политика је скоро целокупну пољопривредну привреду Узбекистана претворила у производњу памука, што је донело низ последица чија се штета и данас осећа у Узбекистану и другим републикама.
После 1900. канати су наставили да уживају одређени степен аутономије у својим унутрашњим пословима. Међутим, на крају су били потчињени руском генералном гувернеру у Ташкенту, који је владао регионом у име цара Николаја II. Руско царство је вршило директну контролу над великим деловима територије у Централној Азији, дозвољавајући канатима да сами владају великим делом својих древних земаља. У овом периоду, велики број Руса, привучени климом и расположивим земљиштем, емигрирао је у Централну Азију. После 1900. повећан контакт са руском цивилизацијом почео је да утиче на животе Централне Азије у већим насељеним центрима где су се Руси населили.

### Џадидисти и Басмачији
Руски утицај је био посебно јак међу појединим младим интелектуалцима који су били синови богатих трговачких слојева. Образовани у локалним муслиманским школама, на руским универзитетима или у Истанбулу, ови људи, који су постали познати као џадидисти, покушавали су да уче од Русије и модернизујућих покрета у Истанбулу и међу Татарима, и да искористе ово знање да поврате независност своје земље. Џадидисти су веровали да се њихово друштво, па чак и њихова религија, морају реформисати и модернизовати да би се овај циљ постигао. Године 1905. неочекивана победа нове азијске силе Јапана у руско-јапанском рату и ерупција револуције у Русији подигли су наду реформских фракција да би руска власт могла бити оборена и покренут програм модернизације у Централној Азији. Демократске реформе које је Русија обећала након револуције постепено су избледеле, међутим, како је царска влада обновила ауторитарну власт у деценији која је уследила 1905. године. Обновљена царска репресија и реакционарна политика владара Бухаре и Хиве присилили су реформаторе на подземље или у изгнанство. Ипак, неки од будућих лидера совјетског Узбекистана, укључујући Абдура Рауфа Фитрата и друге, стекли су драгоцено револуционарно искуство и могли су да прошире свој идеолошки утицај у овом периоду.
У лето 1916. године, бројна насеља у источном Узбекистану била су места насилних демонстрација против новог руског декрета којим је Централној Азији укинут имунитет на регрутацију у Првом светском рату. Уследиле су репресалије и све веће насиље, а борба се проширила из Узбекистана на киргистанску и казахстанску територију. Тамо је руска конфискација пашњака већ изазвала анимозитет који није био присутан код узбекистанског становништва, које се углавном бавило очувањем својих права.
Следећа прилика за џадидисте се указала 1917. са избијањем Фебруарске и Октобарске револуције у Русији. У фебруару су се револуционарни догађаји у главном граду Русије Петрограду (Санкт Петербургу) брзо поновили у Ташкенту, где је збачена царска администрација генерал-губернатора. Уместо њега, успостављен је двојни систем, који је комбиновао привремену владу са директном совјетском влашћу и потпуно искључивао староседеоце муслиманско становништво из власти. Вође домородаца, укључујући неке од џадидиста, покушали су да успоставе аутономну владу у Коканду у долини Фергане, али је овај покушај брзо сломљен. Након гушења аутономије у Коканду, џадидисти и друге лабаво повезане фракције започеле су оно што је названо побуном Басмачија против совјетске власти, која је до 1922. преживела грађански рат и потврђивала већу моћ над већим делом Централне Азије. Више од једне деценије, герилски борци Басмачи (тај назив је био погрдни словенски израз који борци нису примењивали на себе) жестоко су се опирали успостављању совјетске власти у деловима Централне Азије.
Побуна Басмачија је на крају угушена када се грађански рат у Русији завршио и комунисти су одвукли велики део становништва Централне Азије обећањем локалне политичке аутономије и потенцијалне економске аутономије Нове економске политике коју је одобрио Владимир Лењин. Под овим околностима, велики број становника Централне Азије придружио се комунистичкој партији, многи су стекли високе положаје у влади. Вође аутохтоних народа блиско су сарађивали са комунистичком владом у спровођењу политике дизајниране да промени традиционално друштво у региону: еманципацију жена, прерасподелу земље и масовне кампање описмењавања.

## Совјетски период
Са излгедном победом Црвене армије у грађанском рату, већина џадидиста, укључујући вође као што су Абдурауф Фитрат и Фајзула Хоџајев, пребацили су се на страну комуниста. Године 1920. Хоџајев, који је постао први секретар Комунистичке партије Узбекистана, помагао је комунистичким снагама у заузимању Бухаре и Хиве. Након што се бухарски амир придружио покрету Басмачи, Хоџајев је постао председник новоосноване Бухарске Народне Совјетске Републике. Хорезманска Народна Совјетска Република такође је успостављена у некадашњој Хиви.
Совјетски Савез је 1924. године основао Узбечку Совјетску Социјалистичку Републику, која је укључивала данашњи Таџикистан и Узбекистан. Таџикистан је постао посебна Таџичка Совјетска Социјалистичка Република 1929. године.
Као шеф комунистичке партије Узбекистана, Хоџајев је спроводио политику совјетске владе током колективизације пољопривреде касних 1920-их и раних 1930-их и, у исто време, покушавао је да повећа учешће Узбека у влади и партији. Совјетски лидер Јосиф Стаљин сумњао је у мотиве свих реформистичких националних лидера у неруским републикама Совјетског Савеза. До касних 1930-их, Хоџајев и цела група која је дошла на високе положаје у Узбечкој ССР били су ухапшени и погубљени током стаљинистичких чистки.
Након чистке од националиста, влада и партијски редови у Узбекистану били су попуњени људима лојалним московској влади. Економска политика је наглашавала снабдевање памуком остатку Совјетског Савеза, искључујући разноврсну пољопривреду. Током Другог светског рата, многа индустријска постројења из европске Русије су евакуисана у Узбекистан и друге делове Централне Азије. Са фабрикама је дошао нови талас руских и других европских радника. Пошто су домаћи Узбеци углавном живели у пољопривредним регионима земље, урбана концентрација имиграната је све више русификовала Ташкент и друге велике градове. Током ратних година, поред Руса који су се доселили у Узбекистан, друге националности као што су кримски Татари, Чечени и Корејци су прогнани у републику јер их је Москва видела као субверзивне елементе у европској Русији.
Према ажурираним подацима, скоро 2 милиона Узбекистанаца је отишло на совјетски фронт, преко 538.000 је погинуло, а више од 158.000 је нестало. Преко 200.000 војника и официра из Узбекистана одликовало се војним орденима и медаљама. 301 представник Узбекистана одликован је звањем Хероја Совјетског Савеза, 70 Орденом славе сва три степена. Захваљујући несебичном раду људи, око 300 предузећа у републици почело је да производи војне производе. Такође, 151 фабрика је пресељена са фронтова у Узбекистан. Хиљаде рањених војника лечено је у успостављеним болницама. У Узбекистан је евакуисано 1,5 милиона људи из република у којима је рат трајао, укључујући преко 250.000 деце.

### Владавина Шарафа Рашидова
Након смрти Јосифа Стаљина 1953. године, релативно попуштање тоталитарне контроле које је покренуо први секретар Никита Хрушчов (на функцији 1953–1964) довело је до рехабилитације неких од узбекистанских националиста који су били очишћени. Све више Узбекистанаца почело је да се придружује Комунистичкој партији Узбекистана и да преузима положаје у влади. Како су Узбеци почели да добијају водеће позиције у друштву, они су такође успостављали или оживљавали незваничне мреже засноване на регионалној и кланској лојалности. Ове мреже су својим члановима пружале подршку и често профитабилне везе између њих и државе и странке. Екстремни пример овог феномена десио се под вођством Шарафа Рашидова, који је био први секретар Комунистичке партије Узбекистана од 1959. до 1982. године. Током свог мандата, Рашидов је довео бројне рођаке и сараднике из свог родног региона на руководећа места у влади и партији. Појединци који су се тако „повезали“ третирали су своје позиције као лични феуд како би се обогатили.
На овај начин Рашидов је могао да покрене напоре да Узбекистан буде мање потчињен Москви. Као што је постало очигледно након његове смрти, Рашидовова стратегија је била да остане лојалан савезник Леонида Брежњева, лидера Совјетског Савеза од 1964. до 1982. године, подмићивањем високих званичника централне владе. Уз ову предност, узбекистанској влади је било дозвољено да само глуми поштовање захтева Москве за све већим квотама памука.
Током владавине Рашидова, Узбекистан се претворио у индустријско-аграрну републику, са развијеном лаком и прехрамбеном индустријом, а тешка индустрија је порасла десет пута. Изграђене су велике термоелектране (ТЕ Ташкент од 1971, ТЕ Сирдарја од 1975, ТЕ Навој и ТЕ Ангрен) и хидроелектране (Чарвак, од 1972), почео је развој рафинерија гаса (Газли поље, од 1961) и нафтних поља и остало. У републицу су се појавиле и потпуно нове гране машинства (електротехника, радиоелектроника, инструментарство, ваздухопловство итд.)
Главни град Ташкент, обновљен је 1966. године након разорног земљотреса − подигнути су нови музеји, паркови, позоришта и споменици. Године 1970. прослављена је 2500. годишњица Самарканда, а у вези са тим одржани су велики догађаји у Самарканду, отворен је музеј историје града, зграде позоришта, опере и балета. Године 1977, по први пут у Централној Азији, био отворен метро у Ташкенту.
По први пут је објављена 14-томна „Узбекистанска совјетска енциклопедија” на узбечком језику, а објављена је и посебна ташкентска енциклопедија. Историчари су припремили и објавили засебне књиге о историји Бухаре, Ташкента, Коканда, Хорезма и Каракалпачке Аутономне Совјетске Социјалистичке Републике. Број истраживачких института у Узбекистану порастао је са 64 1960. на 100 почетком 1980-их. На иницијативу Рашидова, основан је први Институт за археологију у Централној Азији, отворен 1970. године у Самарканду.

### Гласност и перестројка
Након смрти Рашидова, Москва је покушала да поврати централну контролу над Узбекистаном која је ослабила у претходној деценији. Године 1986. објављено је да се скоро целокупно партијско и владино руководство републике уротило у фалсификовање података о производњи памука. На крају је и сам Рашидов такође био умешан (постхумно) заједно са Јуријем Чурбановом, Брежњевљевим зетом. Извршена је масовна чистка узбекистанског руководства, а суђења за корупцију водили су тужиоци доведени из Москве. У Совјетском Савезу Узбекистан је постао синоним за корупцију. Сами Узбеци су сматрали да их је централна власт неправедно издвојила; 1980-их, ова огорченост је довела до јачања узбекистанског национализма. Политика Москве у Узбекистану, као што је снажан нагласак на памуку и покушаји искорењивања исламске традиције, тада је наишла на све већу критику у Ташкенту.
Крајем 1980-их, либерализована атмосфера Совјетског Савеза под Михаилом Горбачовим (на власти 1985–1991) подстакла је политичке опозиционе групе и отворено (иако ограничено) противљење совјетској политици у Узбекистану. Године 1989. низ насилних етничких сукоба са Узбецима довео је до именовања етничког Узбека аутсајдера Ислама Каримова за шефа Комунистичке партије.
До касних 1980-их, различити интелектуалци су формирали политичке организације како би изразили своје незадовољство. Најважнији од њих, Бирлик (Јединство), у почетку се залагао за диверсификацију пољопривреде, програм за спасавање исушеног Аралског језера и проглашење узбекистанског језика државним језиком републике. Та питања су одабрана делом зато што су била стварна забринутост, а делом зато што су била сигуран начин изражавања ширег незадовољства узбекистанском владом. У јавној дебати са Бирликом, влада и странка никада нису изгубиле предност. Као што је постало посебно јасно након ступања Каримова на место партијског шефа, већина Узбека, посебно оних ван градова, и даље је подржавала комунистичку партију и владу. Бирликове интелектуалне вође никада нису биле у стању да се допадну широком сегменту становништва.

## Република Узбекистан
Покушај пуча против владе Горбачова од стране незадовољних тврдолинијаша у Москви, који се догодио у августу 1991. године, био је катализатор покрета за независност широм Совјетског Савеза. Упркос првобитном оклевању Узбекистана да се супротстави пучу, Врховни совјет Узбекистана је прогласио републику независном 31. августа 1991. У децембру 1991. референдум о независности је усвојен са 98,2 одсто гласова. Истог месеца је изабран парламент и Каримов је изабран за првог председника нове нације.
Иако Узбекистан није тражио независност, када су их догађаји довели до те тачке, Каримов и његова влада су брзо кренули да се прилагоде новој стварности. Схватили су да под Заједницом независних држава, лабавом федерацијом која је предложила да замени Совјетски Савез, ниједна централна влада неће обезбедити субвенције на које су узбекистанске владе навикле претходних 70 година. Морале би се преиспитати старе економске везе и успоставити нова тржишта и економски механизми. Иако Узбекистан, како су га дефинисали Совјети, никада није имао независне спољне односе, дипломатски односи са иностранством су морали брзо да се успоставе. Инвестиције и страни кредити би морали да буду привучени, што је био огроман изазов у светлу западних ограничења финансијске помоћи земљама која ограничавају изражавање политичког неслагања. На пример, сузбијање унутрашњег неслагања 1992. и 1993. године имало је неочекивано хладан ефекат на стране инвестиције. Имиџ Узбекистана на Западу се у наредним годинама смењивао између атрактивне, стабилне експерименталне зоне за улагања и пост-совјетске диктатуре чији је статус људских права чинио финансијску помоћ непожељном. Таква промена је извршила снажан утицај на политичку и економску срећу нове републике у првих пет година њеног постојања.
Године 1992. Узбекистан је усвојио нови устав, али је главна опозициона странка, Бирлик, била забрањена и почео је образац медијског потискивања. Национални референдум је 1995. продужио Каримовљев мандат са 1997. на 2000. године. Низ насилних инцидената у источном Узбекистану 1998. и 1999. интензивирао је владине активности против исламских екстремистичких група, других облика опозиције и мањина. Године 2000. Каримов је поново изабран великом већином на изборима чије су процедуре биле критиковане међународне заједнице. Касније те године, Узбекистан је почео да поставља мине дуж границе са Таџикистаном, стварајући озбиљно ново регионално питање и појачавајући имиџ Узбекистана као регионалног хегемона. Почетком 2000-их, тензије су се такође развиле са суседним државама Киргистаном и Туркменистаном. Средином 2000-их, споразум о међусобној одбрани значајно је побољшао односе између Русије и Узбекистана. Тензије са Киргистаном су порасле 2006. године када је Узбекистан захтевао изручење стотина избеглица које су побегле из Анџиона у Киргистан након нереда. Низ граничних инцидената такође је подстакао тензије са суседним Таџикистаном. Каримов је 2006. године наставио са самовољним сменама и сменама потчињених у влади, укључујући и једног заменика премијера.
Активности мисионара из неких исламских земаља, заједно са одсуством стварних могућности за учешће у јавним пословима, допринеле су популаризацији радикалне интерпретације ислама. У бомбашким нападима у Ташкенту у фебруару 1999. године, аутомобили бомбе су погодили Ташкент, а председник Каримов је за длаку избегао покушај убиства. Влада је за нападе окривила Исламски покрет Узбекистана (ИМУ). Хиљаде људи осумњичених за саучесништво је ухапшено и затворено. У августу 2000. милитантне групе су покушале да продру на територију Узбекистана из Киргистана; акти оружаног насиља забележени су и у јужном делу земље.
У марту 2004. још један талас напада потресао је земљу. Њих је наводно починила међународна терористичка мрежа. У експлозији у централном делу Бухаре 28. марта 2004. године погинуло је десет људи у кући коју су наводно користили терористи. Касније тог дана, полицајци су нападнути у фабрици, а рано следећег јутра нападнут је полицијски пункт за саобраћај. Насиље је ескалирало 29. марта, када су две жене одвојено подметнуле бомбе у близини главног базара у Ташкенту, убивши две особе, а ранивши око 20. Ово су били први бомбаши самоубице у Узбекистану. Истог дана убијена су три полицајца. У Бухари, још једна експлозија у фабрици бомби за коју се сумња да је терористичка, изазвала је десет смртних случајева. Следећег дана полиција је извршила рацију у наводном склоништу милитаната јужно од главног града.
Председник Каримов је тврдио да су напади вероватно дело забрањене радикалне групе Хизб ут-Тахрир („Странка ослобођења“), иако је та група негирала одговорност. Друге групе које су могле бити одговорне укључују милитантне групе које делују из кампова у Таџикистану и Авганистану и противе се владиној подршци Сједињеним Државама од 11. септембра 2001. године.
30. јула 2004. терористи су бомбардовали амбасаде Израела и Сједињених Држава у Ташкенту, убивши три особе и ранивши неколико. Џихадска група у Узбекистану објавила је одговорност за те нападе на веб-страници повезаној са Ал-Каидом. Стручњаци за тероризам кажу да је разлог за нападе подршка Узбекистана Сједињеним Државама и њиховом рату против тероризма.
У мају 2005. неколико стотина демонстраната је убијено у Андижану када су узбекистанске трупе пуцале на масу која је протестовала против затварања 23 локална бизнисмена.
У јулу 2005, узбекистанска влада дала је САД 180 дана унапред да напусте ваздушну базу коју је закупила у Узбекистану. Остале су само руска и немачка ваздушна база.
Ислам Каримов је преминуо 2016. након што је претрпео мождани удар скоро недељу дана раније, док је још био председник, а заменио га је Шавкат Мирзијојев, који је био привремени лидер Узбекистана од смрти Ислама Каримова. У децембру 2016. Шавкат Мирзијојев је победио на председничким изборима са знацима преваре.
Дана 6. новембра 2021. године, председник Шавкат Мирзијојев положио је заклетву у свој други мандат, након што је убедљиво победио на председничким изборима.
Дана 1. јула 2022. избили су протести у аутономној области Каракалпакија због предложених амандмана на Устав Узбекистана који би окончали статус Каракалпакије као аутономне области Узбекистана и право да се отцепи од Узбекистана путем референдума. Били су брутално потиснути, убијено је најмање 18 људи.